# George Clinton Jr.
George Clinton Jr. (New York, 6 giugno 1771 – New York, 16 settembre 1809) è stato un politico statunitense.
Fu deputato presso la Camera dei rappresentanti degli Stati Uniti per lo Stato di New York.

## Biografia

### Gli inizi
Nato a New York il 6 giugno 1771, era figlio di Mary De Witt e di James Clinton, un maggior generale nella guerra d'indipendenza americana. Era fratello di DeWitt Clinton (1769-1828), il 6º Governatore di New York, e fratellastro di James Graham Clinton, anch'egli deputato presso la Camera dei rappresentanti degli Stati Uniti.
Era nipote di George Clinton (1739-1812), che fu 1º e 3º Governatore di New York dal 1777 al 1795 e il Vicepresidente degli Stati Uniti d'America dal 1805 al 1812. Suo nonno fu il colonnello Charles Clinton (1690-1773), un colonnello Anglo-Irlandese durante la guerra franco-indiana.
Si laureò presso la Columbia University nel 1793, studiò legge e divenne avvocato.

### Attività politica
Clinton fu uno dei primi membri della organizzazione Tammany Hall, svolgendo anche attività come uno dei suoi sachem.  Egli fu un delegato alla Convenzione costituzionale dello stato di New York nel 1801.  Nell'organizzazione della politica e alle convention George Clinton Jr. fu un manager e un leader degli alleati di suo zio George, in opposizione ai simpatizzanti di Aaron Burr, dato che i due gruppi si combattevano per la supremazia nel Partito Democratico-Repubblicano.
Egli fu membro dell'Assemblea generale di New York dal 1804 al 1805. Fu eletto alla Camera dei rappresentanti degli Stati Uniti come Democratico-Repubblicano per occupare il seggio lasciato vacante dal dimissionario Samuel L. Mitchill, che, eletto al Senato degli Stati Uniti, aveva optato per quest'ultimo. A seguito egli fu eletto nella posizione per due mandati e vi rimase dal 14 febbraio 1805 al 3 marzo 1809.
Durante il periodo in cui fu membro del Congresso fu tra i sottoscrittori di un documento contro il caucus che aveva eletto James Madison quale candidato del Partito Democratico-Repubblicano alla Presidenza degli Stati Uniti nelle elezioni del 1808.

## Vita privata
Nel 1801 George Clinton sposò Hannah Franklin (1788-1855), sorella della prima moglie di DeWitt Clinton, Mary Franklin, e una discendente di John Bowne ed Elizabeth Fones. La coppia ebbe tre figli:
- Mary Caroline Clinton (1802-1870), che sposò Henry Overing[12]
- Franklin Clinton, deceduto infante[12]
- Julia Matilda Clinton (d. 1880), che sposò in prime nozze George C. Tallmadgee successivamente James Foster Jr.[12][13]

George Clinton morì in casa propria nel distretto di Bloomingdale, zona di New York City il 16 settembre 1809.